# Terminal de point de vente

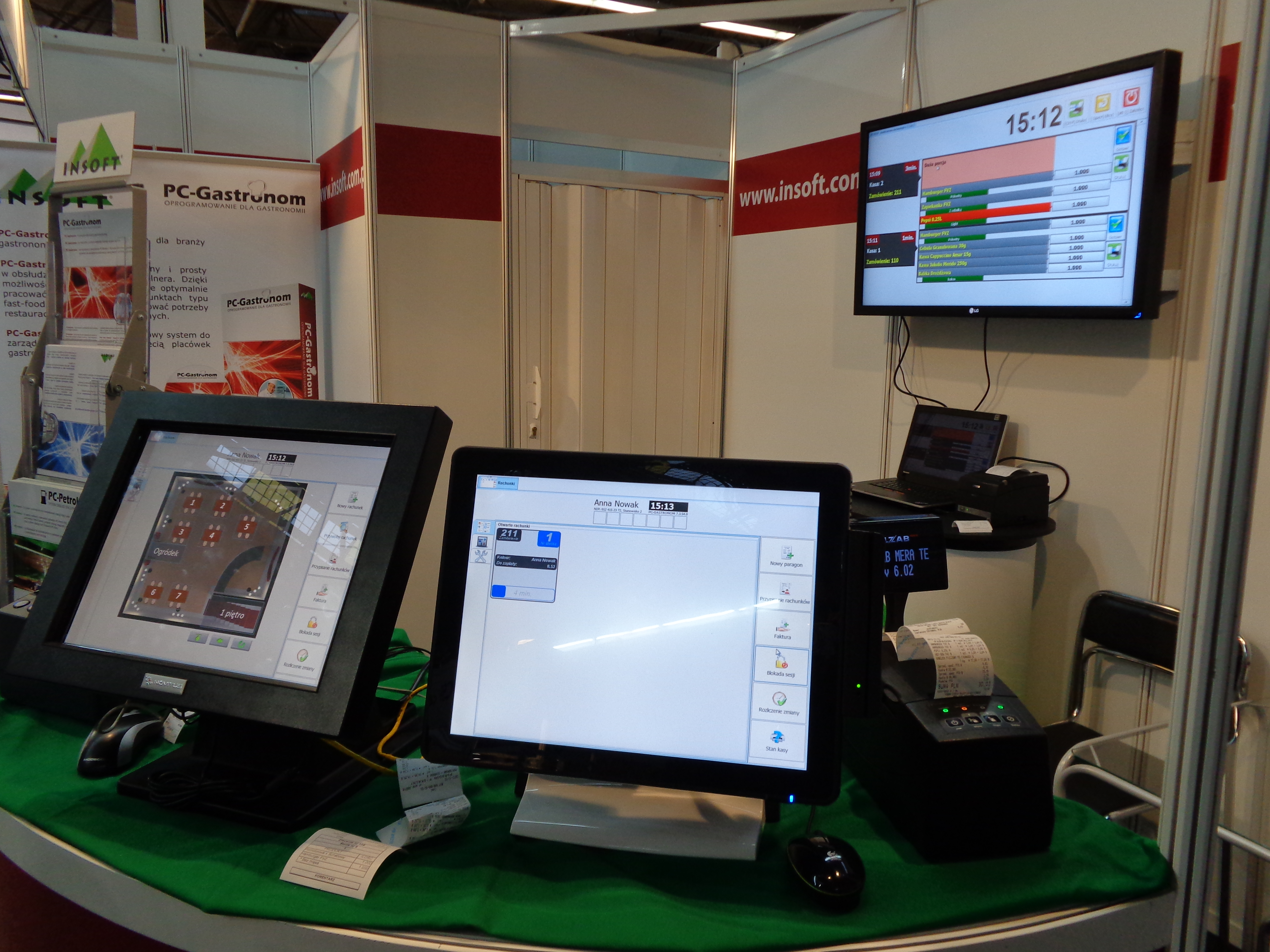
Terminal de point de vente de restaurant.

Un terminal de point de vente (TPV) est une caisse enregistreuse informatisée contemporaine. Le TPV, ou point de vente, désigne généralement toute location où une transaction peut se dérouler. D’un point de vue plus général, un PDV peut désigner un centre commercial, un marché ou même une ville, puisqu’il s’agit d’endroits où se déroulent des transactions d’achat ou de vente. Les détaillants vont rarement aussi loin, donc pour eux, un point de vente est essentiellement l’espace immédiat autour du caissier ou encore du comptoir où s’effectuent les transactions. Le terme point de vente est parfois désigné sous le vocable lieu de vente.